# Шарфф, Антон
Антон Шарфф (нем. Anton Scharff, 10 июня 1845, Вена — 5 июля 1903, Брунн-ам-Гебирге) — австрийский гравёр и медальер.

## Биография
Учился в венской Академии изобразительных искусств и Академии гравёров при Главном монетном управлении.
C 1866 года — помощник гравёра Главного монетного управления, c 1870 — второй монетный гравёр. С 1881 года — гравёр, с 1887 — камер-медальер. С 1896 года — директор Академии гравёров.
Создал штемпеля многих австрийских монет, а также ряда иностранных монет: медных сербских монет 1868 года князя Михаила Обреновича, серебряных и золотых монет 1869 года короля Милана I Обреновича, серебряных монет 1896 года короля Александра Обреновича, золотых персидских туманов 1879 года Насер ад-Дин Шаха, серебряных и золотых болгарских монет князя Фердинанда I, серебряных румынских монет 1894 года короля Кароля I.
Многочисленные созданные им медали отличаются выразительностью, реалистичностью и передачей портретного сходства. Создал множество портретных медалей, в том числе с портретами: медальера Гауля (1867), нумизмата Эккеля (1880), императора Александра II (1887) и др., а также медалей в честь различных событий: Всемирной выставки в Вене (1873), 300-летия Грацского университета (1886) и др.